# Хосе Луїс Рамос
Хосе Луїс Рамос (ісп. José Luis Ramos; 1790 — 7 травня 1849) — венесуельський письменник і політичний діяч. Вважається засновником літературної журналістики у Венесуелі.
Рамос неодноразово займав посаду міністра закордонних справ Венесуели, редагував літературний журнал «La Guirnalda» з 1839 по 1850 рік. Народився в Каракасі, помер у Майгуетії.
Журнал «La Guirnalda» був першим літературним журналом в країні, в якому публікувався зокрема Рафаель Марія Баральт.